# Волнения в Пугачёве
Волнения в Пугачёве — массовые выступления жителей города Пугачёва (Саратовская область), начавшиеся 7 июля 2013 года. Поводом для протестов стало жестокое убийство чеченским подростком местного жителя. Протесты местных жителей сопровождались столкновениями с чеченской диаспорой, попыткой погрома, перекрытием автомобильной дороги.

## Убийство
В ночь с 5 на 6 июля 2013 года около городского кафе «Золотая бочка» в Пугачёве произошла драка между 16-летним Али Назировым (этническим чеченцем из Гудермеса) и 20-летним местным жителем Русланом Маржановым, который от полученных колото-резаных ран вскоре скончался в больнице. Смертельные удары скальпелем были нанесены в спину. Всего на теле убитого было насчитано 15 ран.
Это преступление всколыхнуло население города.

### Потерпевший
Руслан Маржанов происходил из татарско-русской семьи (мать — русская, отец — татарин).

## Хронология протестов
Вечером 7 июля на городской площади произошёл стихийный митинг, участники которого направились в северо-западный микрорайон Пугачёва, где проживают уроженцы Чечни. В результате завязалась массовая драка, в которой приняло участие несколько сотен человек.
8 июля около администрации Пугачёвского района вновь собрался несанкционированный митинг, на котором властям было выставлено требование выселить всех чеченцев из города. Перед собравшимися выступил глава муниципального района С. Сидоров, но его закидали яйцами и вылили на голову бутылку воды, при этом в его адрес скандировалось: «Забирай своих чеченцев назад в горы». В тот же день около 350 человек на несколько часов перекрыли межрегиональную автотрассу Саратов — Самара. Поздно вечером группа местных жителей примерно из 100 человек направилась к кафе «Халяль», где обычно собираются чеченцы, с намерением сжечь заведение, однако сотрудники полиции убедили людей не совершать самосуд. В некоторых СМИ и в интернет-изданиях прошли сообщения и демонстрировался ролик о вводе войск и бронетехники в Пугачёв, однако эта информация была вскоре опровергнута. Тем временем, по сообщениям очевидцев, по улицам Саратова и Энгельса ездили машины с российскими флагами, пассажиры которых скандировали лозунги в поддержку жителей Пугачёва.
9 июля саратовские чиновники отрапортовали, что ситуация в Пугачёве нормализовалась. Однако горожане снова собрались на площади перед зданием администрации, при этом никто из представителей власти к ним не вышел. В результате люди прорвали полицейское оцепление и вновь перекрыли трассу. Колонна из нескольких тысяч человек двинулась по направлению к Самаре. Среди участников шествия было много молодёжи и женщин с маленькими детьми, в том числе с грудными. Движение по автодороге было парализовано. На этот раз к участникам акции вышел вице-губернатор Саратовской области и уговорил их разойтись. К месту проведения акции были поданы автобусы, на которых собравшихся доставили обратно в город. Полицейское оцепление было снято.
10 июля отправлен в отставку начальник полиции Пугачёвского района. По сообщению Администрации Пугачёвского муниципального района, в городе тихо и спокойно, по городу бегают дети. В городе введён запрет на продажу алкоголя до 19 июля. Пугачёв наводнён полицейскими и ОМОНом (до 2000 чел), здесь продолжается сплошная проверка регистрации граждан, досматривается личный и общественный автотранспорт. Чеченские старейшины вывезли из города своих, по их мнению, агрессивно настроенных молодых людей. К вечеру около 300 жителей предприняли попытку перекрыть железнодорожные пути, однако полиция не допустила этого, вокзал работает в штатном режиме.
11 июля в Пугачёв стали прибывать представители националистических организаций, часть из которых были задержаны полицией. К вечеру на Соборной площади собрался митинг, на котором председатель Саратовской областной думы В. Капкаев обещал выселить всех чеченцев, от которых следует ожидать совершения преступлений. Также было объявлено о задержании ещё двоих подозреваемых по делу об убийстве Маржанова. При этом один из них оказал сопротивление (используя вилы) и был легко ранен сотрудником полиции.
13 июля местные власти приняли решение привлечь к охране общественного порядка на улицах города десантников и ветеранов локальных войн и конфликтов.
18 июля в Петербурге состоялся санкционированный митинг в поддержку жителей Пугачёва, при этом провести аналогичную акцию в Москве столичные власти запретили. В самом Пугачёве мораторий на продажу спиртного был продлён до 5 августа.
25 июля четверым подозреваемым по делу Маржанова было предъявлено обвинение по статье «Убийство», все они заключены под стражу. По основной версии следствия конфликт между потерпевшим и обвиняемым возник из-за девушки.

## Реакция сторон

### Потерпевшие
- Мать погибшего Маржанова на митинге заявила о том, что её сына зарезали профессиональные убийцы, обвиняя при этом власти в неспособности защитить граждан[26].
- Отец погибшего призвал прекратить акцию протеста, возложив вину на алкоголизацию населения[27].

### Власти Саратовской области
Официальные власти отрицают версию о межнациональном конфликте, однако местные жители считают иначе, утверждая, что выходцами из Чечни уже неоднократно совершались тяжкие преступления, которые так и остались безнаказанными: 

Каждый год в этом кафе, три года подряд, убивают молодых людей люди кавказской национальности. Они очень агрессивно настроены. Люди устали от этих безобразий. В прошлом году так же человека убили, чеченцы приехали и забрали виновника в Чечню. Никто не наказан.— интервью с местной жительницей
.
Полпред Президента РФ Михаил Бабич на пресс-конференции в Пугачёве категорически отказался рассматривать вопрос о выселении кавказцев.

### Власти Чечни
Руководитель представительства главы Чеченской Республики в ПФО С. А. Элесов предположил, что за участниками протестной акции стоят некие силы, которые стремятся обратить произошедшее в своих интересах. При этом он утверждал, что «чеченская молодёжь теперь находится под строгим контролем старейшин, которые не допустят с её стороны противоправных действий», и что «власти держат ситуацию под контролем». Полпред также заявил, что пострадавший, скорее всего, скончался от потери крови из-за неоказанной ему вовремя медицинской помощи.
Глава Чеченской Республики Р. Кадыров выразил соболезнования семье погибшего Руслана Маржанова, при этом отметив произошедшее как бытовой конфликт, не носящий межэтнический характер.

## Суд
19 декабря 2014 года Али Назиров приговорён судом к 9,5 годам колонии общего режима.
10 апреля 2015 года Саратовский областной суд вынес приговор в отношении троих фигурантов дела об убийстве Руслана Маржанова. Суд приговорил Руслана Хайдаева к 14 годам колонии строгого режима, Хизира Назирова — к 4 годам колонии общего режима и Хамзата Назирова — к 3,5 года колонии общего режима.

## Последствия
- Брат Руслана Хайдаева находится под стражей: ему предъявлено обвинение в посягательстве на жизнь полицейского[34].
- Отправленный ранее в отставку из-за событий в Пугачёве городской прокурор был восстановлен в должности и переведён на работу в прокуратуру Саратовской области[35].
- После публикации статьи «Истерия по-пугачёвски»[36], посвящённой волнениям в Пугачёве, в отношении правозащитника Р. А. Юшкова было возбуждено уголовное дело по ч.2 ст.280 УК РФ (публичные призывы к осуществлению экстремистской деятельности, совершённые с использованием средств массовой информации)[37].